# 皇紀2600年奉祝曲
皇紀2600年奉祝曲（こうきにせんろっぴゃくねんほうしゅくきょく）は、西暦1940年（昭和15年）に当たる日本の紀元2600年を祝うために作曲された数々の曲である。主に欧米各国に委嘱した曲だが、日本国内において同様の目的で作曲された曲も含む。

## 経緯

### 企画
1940年（昭和15年）が皇紀2600年に当たることから、これを祝うためのイベントの一つとして演奏会が企画された。具体的には、「恩賜財団紀元二千六百年奉祝会」（1937年（昭和12年）7月7日創設、総裁・秩父宮雍仁親王、副総裁・近衛文麿、会長・徳川家達）と「内閣二千六百年記念祝典事務局」が考案した計画に基づくもので、『我が国と友好の厚い数カ国から「音楽で祝いたい」と言ってきた』との意向が奉祝会に伝えられたのが企画の発端であった。その後、外務省、関係国大使の斡旋などもあり、企画は順調に進んでいったが、肝心の奉祝会に音楽に精通した人間がいなかったことから、急遽音楽家やJOAK（現：NHK）の洋楽担当者などが奉祝会のスタッフに名を連ねることになった。各国から贈られてくる楽譜の校正は山本直忠（山本直純の父）が当たり、この演奏会のために特別に結成される「紀元二千六百年奉祝交響楽団」の下ごしらえには齋藤秀雄が当たることになった。

### 海外への依頼
作曲の依頼を行った国は以下の6ヶ国である。
- ドイツ  枢軸国
- イタリア王国 枢軸国
- フランス 1940年に侵攻して来たドイツに降伏、ヴィシー政権が成立（枢軸国）
- ハンガリー王国  枢軸国
- イギリス
- アメリカ － 対日関係の悪化を理由に断ったが、知日派とされたジョセフ・グルー駐日大使が、日米開戦（太平洋戦争・大東亜戦争）1940年（昭和15年）11月11日「紀元二千六百年式典」の奉祝会で、奉祝詞奏上をしている。

アメリカを除く5ヶ国から以下の作曲家に依頼され、曲が提供された。
- R.シュトラウス（ドイツ）－ 日本建国2600年祝典曲（皇紀二千六百年祝典曲） 作品84
- ベンジャミン・ブリテン（イギリス） － シンフォニア・ダ・レクイエム（鎮魂交響曲）
- ピツェッティ（イタリア） － 交響曲イ長調
- イベール（フランス、当時イタリア在住） － 祝典序曲
- ヴェレシュ（ハンガリー） － 交響曲（第1番）

### 演奏会まで
1940年（昭和15年）5月9日、まずヴェレッシュの曲がハンガリーから帰国してきた書記官によって届けられた。続いてＲ．シュトラウスの曲が、6月11日にベルリンの日本大使館でシュトラウスから駐ドイツ大使来栖三郎に手渡された後、7月19日に到着した（ただし、オリジナルでなく写真製版されたもの）。同日、イベールの曲も到着し、それと前後してピツェッティの曲も届いた。しかし、ブリテンの「シンフォニア・ダ・レクイエム」は到着が大いに遅れた。そのうえ「日本の紀元2600年を祝う場にふさわしくない」という理由で物議をかもし、写譜が間に合わないうちにイギリスが敵性国家になったので、結局ブリテンの名は消え、作品は演奏されなかった（委嘱料の支払いは行われている）。なお、ブリテンの作品に関しては、従来から「レクイエム」の名を冠したことなどについて様々なことが言われてきているが、この曲の成立にはブリテンの個人事情も絡んでおり、事情は複雑である（詳細はシンフォニア・ダ・レクイエム#作曲の経緯」参照）。少なくとも一部資料に見られる「返却」は行われていない。練習は10月12日から2ヶ月にわたって30回も行われたが、オーケストラの規模が大き過ぎて音を合わせることすらあまりうまくはいかなかったようである（そういう観点でブリテンを外したのは仕方がないという見方もある）。

## 演奏会

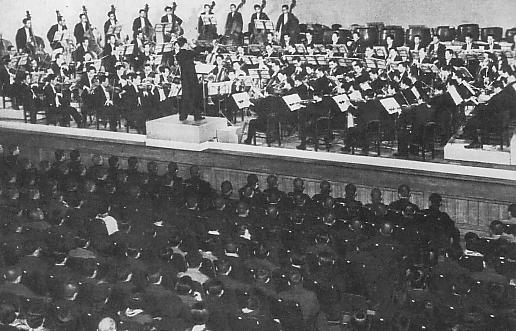
奉祝曲演奏会

1940年（昭和15年）12月7日・8日に東京の歌舞伎座において、松岡洋右ら来賓向けの招待演奏会が行われ、以下の指揮者により演奏された。
- イベール：山田耕筰指揮
- ヴェレッシュ：橋本國彦指揮
- ピツェッティ：ガエターノ・コメリ指揮
- R.シュトラウス：ヘルムート・フェルマー指揮

演奏会は続いて12月14日と15日に一般向けの演奏会が、12月26日と27日には大阪歌舞伎座で一般向け演奏会が開かれた。その合間を縫って12月18日と19日には放送会館第一スタジオから全国放送された（18日：イベール、ヴェレッシュ。19日：ピツェッティ、R.シュトラウス）。

## 奉祝交響楽団について
演奏はすべて紀元二千六百年奉祝交響楽団。このオーケストラは新交響楽団（現：NHK交響楽団）、中央交響楽団（現：東京フィルハーモニー交響楽団）、東京放送管弦楽団、宮内省楽部（現：宮内庁式部職楽部）、東京音楽学校（現：東京芸術大学音楽学部）、星桜吹奏楽団の6演奏団体のメンバー総勢164名（演奏会によって1人抜けたらしく、163名とする本もある）からなり、楽員編成は以下のとおりであった（164名説による）。
- フルートおよびピッコロ：4
- オーボエ：4
- イングリッシュ・ホルン：1
- クラリネット：5
- バスクラリネット：2
- サクソフォーン：1
- ファゴット：4
- コントラファゴット：2
- ホルン：14
- トランペット：8
- トロンボーン：8
- チューバ：3
- 打楽器（シュトラウス作品用の梵鐘12個含む）：12
- ハープ：3
- 第1ヴァイオリン：24
- 第2ヴァイオリン：22
- ヴィオラ：18
- チェロ：16
- コントラバス：12

資料によっては7団体とするものもあるが、その場合に勘定される「日本放送交響楽団」は新響がラジオ出演する際に名乗る名称であり新響と同一団体であるので、ここでは6団体とした。

## 作曲者に対する返礼
スタジオ録音されたSPレコード、印刷された楽譜とともに作曲者に送られた。また、織物なども贈ったようであるが、積んだ船が撃沈されたらしく、結局届かなかったという。リヒャルト・シュトラウスは当時寺の鐘を集めていて、作曲料一万円に加えて鐘を送り、喜ばれた。

## 日本で作曲された奉祝曲
国内でも紀元2600年を祝う曲が作られ、演奏された。すでに前年の1939年（昭和14年）には新響が主催して紀元2600年を祝う管弦楽曲を公募し、14作品の応募があったが、審査員の信時潔、諸井三郎、ヨーゼフ・ローゼンシュトック他の審査の結果当選なしとなった。そのほか、日本中央文化連盟などが奉祝曲を募集し、いくつかの演奏会で披露された。
主な日本の奉祝曲
- 森義八郎：奉祝国民歌「紀元二千六百年」
- 信時潔：紀元二千六百年頌歌、交声曲「海道東征」
- 伊福部昭：交響舞曲「越天楽」
- 早坂文雄：「序曲二調」
- 橋本國彦：交響曲第一番
- 箕作秋吉（秋吉元作名義で発表）：序曲「大地を歩む」
- 清瀬保二：「日本舞踊組曲」
- 大木正夫：「羽衣」
- 大沼哲：「大歓喜」
- 斉藤丑松：大行進曲「大日本」、行進曲「紀元二千六百年」（森義八郎の「紀元二千六百年」をトリオに使った行進曲）
- 陸軍戸山学校軍楽隊：行進曲「大日本」（斉藤丑松作曲の物とは別）
- 山田耕筰：歌劇「黒船」（初演時は「夜明け」）
- 市川都志春：交響組曲「春苑」
- 宮城道雄：祝典箏協奏曲、寄櫻祝(さくらによせるいわい)、大和の春
- 大澤壽人：交響曲第三番「建国の交響楽」、交声曲「万民奉祝譜」、交声曲「海の夜明け」
- 菅原明朗：紀元二六〇〇年の譜、交声曲「時宗」
- 尾高尚忠：ピアノ・ソナチネ
- 中山晋平：新民謡「建国音頭」
- 柳田義勝：新民謡「建国舞踊」
- 飯田信夫：舞踊曲「仏教東漸」

## その後の奉祝曲
演奏会の翌年の1941年（昭和16年）に、放送録音分の録音がコロムビアから13枚組のSP盤として発売された。また、同年にはR.シュトラウス自身が2600年祝典曲を指揮・録音したレコードがポリドールから発売された。これらのレコードはCDにも復刻されている（コロムビア盤：ロームミュージックファンデーション私家版（2007年（平成19年）発売の『日本SP名盤復刻選集3』で全曲が発売された）、コロムビア（山田指揮イベール）、某海賊盤（フェルマー指揮シュトラウス）。ポリドール盤：ドイツ・グラモフォン）。
奉祝曲の演奏史をたどるのはあまり容易ではない。シュトラウスの曲のヨーロッパ初演は1941年（昭和16年）10月27日にシュトゥットガルトにおいてヘルマン・アルベルトの指揮によって行われた。1942年（昭和17年）1月にはシュトラウスの遠戚であるルドルフ・モラルト指揮ウィーン交響楽団によってウィーン初演された。また、イベールの曲は初演前後に一旦紛失したものの、メモを参考に書き直し、1942年（昭和17年）1月24日にシャルル・ミュンシュ指揮のパリ音楽院管弦楽団によってヨーロッパ初演が行われている。演奏を拒否されたブリテンの曲は1941年（昭和16年）3月にニューヨーク・フィルハーモニックの演奏会で初演された。
1945年（昭和20年）の日本の敗戦とその後の情勢の変化により、奉祝曲（ブリテン作品も含む）の運命も変化することになった。奉祝曲そのものは奉祝会の後身団体である「光華会」から東京芸術大学図書館（総譜）とNHK（パート譜）に寄贈された。また、シュトラウスの曲は判明しているだけでも20世紀中には少なくとも日本では5回演奏されたようである（1955年（昭和30年）、1958年（昭和33年）：N響、1988年（昭和63年）：読売日本交響楽団、1999年（平成11年）～2000年（平成12年）：仙台フィルハーモニー管弦楽団。仙台フィルは同年の海外公演でも取り上げている）。また、ウラディーミル・アシュケナージ指揮チェコ・フィルハーモニー管弦楽団によって同曲のデジタルによる初レコーディングが1998年（平成10年）に行われ、2007年（平成19年）1月26日にSACDとしてエクストンレーベルからリリースされた。
日本における21世紀初の演奏は、2009年（平成21年）6月21日、東京フィルハーモニー交響楽団による「第40回 午後のコンサート」での上演である。指揮は大町陽一郎で、打楽器はタイ・ゴングが使用された。
ブリテンの曲は、1956年（昭和31年）2月18日にブリテン自身の指揮でN響によって日本初演された。ヴェレッシュの交響曲は2002年（平成14年）になって久しぶりに録音が行われた。イベールの曲は比較的演奏や録音される機会が多い（ジャン・マルティノンや佐渡裕らによる録音がある）。ピツェッティの交響曲は、1959年（昭和34年）1月12日日比谷公会堂に於ける東京フィルハーモニー交響楽団第48回定期演奏会で、アルベルト・レオーネ指揮により再演された。その後しばらく演奏が無かったが、2016年（平成28年）2月14日東京・紀尾井ホールに於けるオーケストラ・ニッポニカ第28回演奏会で、阿部加奈子指揮により演奏されている。